# Dicranomyia (Dicranomyia) clotho
Dicranomyia (Dicranomyia) clotho is een tweevleugelige uit de familie steltmuggen (Limoniidae). De soort komt voor in het Oriëntaals gebied.